# Be My Lover (Inna)
Be My Lover è un singolo della cantante rumena Inna, pubblicato il 26 luglio 2013 come ottavo estratto dal terzo album in studio Party Never Ends.

## Descrizione
Il brano, contenuto nella versione deluxe dell'album e prodotta dai Play & Win, si apre con dei frammenti dell'omonimo brano dei La Bouche del 1995.
Un remix con la voce del dj Juan Magan è stato pubblicato su Internet sempre a luglio 2013.

## Successo commerciale
Il brano ha ottenuto abbastanza successo in Europa e in Asia.

## Esibizioni dal vivo
La canzone fu cantata in molti suoi show live e nel suo "Party Never Ends Tour" esibendosi solo con la versione originale della canzone.

## Video musicale
Il videoclip fu pubblicato l'11 luglio 2013 su YouTube e anche la versione remixata con Juan Magan il 26 luglio 2013, durante la pubblicazione ufficiale come singolo.

## Tracce
Digital Download
1. Be My Lover – 3:34
2. Be My Lover (Remix) (feat. Juan Magan) – 3:33

## Date di pubblicazione
| Nazione  | Data           | Formato          | Etichetta          |
| -------- | -------------- | ---------------- | ------------------ |
| Italia   | 26 luglio 2013 | Digital Download | Do It Yourself     |
| Giappone | 28 luglio 2013 | Digital Download | Warner Music Japan |